# 基督教徒学生会
基督教徒学生会（简称：KGK，训令式罗马字：Kirisutosha Gakuseikai）是基于福音神学以及圣经信仰的日本基督新教学生团体。由尾山令仁等人创立。此学生会是日本福音同盟的协力会员。

## 历史
二战日本战败后，由于东京大空袭而教室不足的早稻田大学宣布周日也要开始上课。尾山令仁反对此项决定，并组织了的签名运动，但是并没有阻止周日补课。为此，尾山令仁组织了学校内的信徒在学校内举行礼拜。尾山令仁并向早稻田大学校方注册了这个组织，基督教徒学生会从此正式建立。通过尾山令仁和第一人总主事的努力，这项活动扩大到全日本的大学。KGK经过查尔斯·哈梅尔的介绍，与校园基督徒团契（InterVarsity Christian Fellowship）建立了联系，但是并没有成为校园基督徒团契的一个成员。